# Želic
Želic je pobrđe, brežuljkasti kraj u južnoj Šomođskoj i sjeverozapadnoj Baranjskoj županiji u središnjoj južnoj Mađarskoj. Nadmorska mu je visina 200-250 metara.

## Zemljopisni položaj
Sjeverno od Želica se nalazi ravnica Külső-Somogy. Od Želica ju odvaja dolina Kapos. Istočno od Želica se nalazi Völgység. Od gorja Meček ga odvaja potok Bükkösdi-víz. Južna strana ovog pobrđa je manje strma. Južno od Želica su podravske ravnice. Sa zapadne strane nema oštre prirodne granice, nego postoji postupni prijelaz. Zapadno od Želica se nalazi pjeskovito područje Belső-Somogya.

## Geologija i biologija
Područje je nastalo u pleistocenu. Na osnovno tlo se kasnije taloženjem nagomilao pijesak i glinene naslage. U suhom dobu pleistocena su se pojavile praporne naslage. Za vrijeme ledenog doba erozija je izobličila prapor, a ljudskim naseljavanjem se krajobraz još promijenio. Ujedno se čovjekov utjecaj utjecao i na biocenoze. Ljudi su eksploatirali glinu i prapor, a na tim padinama nastalim vađenjem tih materijala su nastala mjesta pogodna za gniježđenje ptica. 
Također je ovo područje nekad bilo vrlo šumovito. Ljudi su iskrčili veliki dio šume na ovom području, što je pridonijelo eroziji tla. Ipak, unatoč nesmiljenoj eksploataciji šuma, ovo je još uvijek najšumovitije područje u Šomođskoj županiji.
Radi zaštite ovog krajobraza, 1976. se zakonski uredilo utemeljenje zaštićenog krajolika Želica.

## Reference i izvori
1. ↑  Udruga "Združimo se" Prirodna blaga
2. ↑  Južno Zadunavlje[neaktivna poveznica] CROST - Završni elaborat